# Église Sainte-Thérèse de Vasperviller
 (septembre 2024).
Si vous disposez d'ouvrages ou d'articles de référence ou si vous connaissez des sites web de qualité traitant du thème abordé ici, merci de compléter l'article en donnant les références utiles à sa vérifiabilité et en les liant à la section « Notes et références ».
L'église Sainte-Thérèse  est une église catholique dédiée à Sainte-Thérèse-de-l’Enfant-Jésus, située au cœur de la ville de Vasperviller dans la Moselle. Elle est le bâtiment le plus marquant de la commune, notamment par sa tour massive en béton.

## Historique
Durant les années 1950, il devient de plus en plus pressant de remplacer l'église de type baraque de 1946, devenue trop petite et délabrée, par un bâtiment plus contemporain. En 1964, le comité de construction choisit le projet de l'architecte allemand Karl Litzenburger, qui s'est installé dans la région après la guerre. Ce concept, d'abord controversé au sein de la paroisse et du diocèse de Metz, profite du renouveau liturgique suivant le Concile Vatican II et est adapté plusieurs fois durant la construction. Le ministre français de la Culture, André Malraux, soutient la réalisation. La construction commence en 1967 et l'inauguration a eu lieu le 29 septembre 1968. Les cloches sont ajoutées en 1973 et l'orgue en 1984.
Les coûts de construction, d'environ 400 000 francs, ont pu rester bas grâce à des dons, au bénévolat, et à un contrôle strict des dépenses. Le gros œuvre a été réalisé par l'entreprise Bopp & Dintzner de Sarrebourg, le reste des travaux a été effectué soit en régie soit par plusieurs petites entreprises.

## Construction
Mis à part du clocher qui a été construit comme un silo en béton, le bâtiment est essentiellement fabriqué en briques, renforcées par du béton armé. Sur les façades (intérieur comme extérieur), un crépi brut a été appliqué à la spatule et recouvert d'une peinture claire. Seul le mur où les fenêtres ont été découpées est en béton gris. Les toits sont couvert de tuiles rustiques.
L'église proprement dite couvre environ 300 m² et peut accueillir au maximum 175 personnes.
L'orgue de Ste-Thérèse ne se trouve pas sur une tribune mais est directement au niveau du sol dans l'église. Il a été construit en 1984 par Théo Haerpfer et dispose de huit registres sur deux claviers et pédale avec la disposition suivante :
| Grand-Orgue      |       |
| Montre-Flûte     | 8′    |
| Prestant         | 4′    |
| Nazard           | 2 ⁄3′ |
| Plein-Jeu III-VI |       |

| Récit         |    |
| Bourdon       | 8′ |
| Flûte conique | 4′ |
| Quarte        | 2′ |

| Pédale |    |
| Flute  | 8′ |